# Monecphora fortunata
Monecphora fortunata är en insektsart som beskrevs av Victor Lallemand 1924. Monecphora fortunata ingår i släktet Monecphora och familjen spottstritar. Inga underarter finns listade i Catalogue of Life.